# شالوا چیگیرینسکی
شالوا چیگیرینسکی(به گرجی: შალვა ჩიგირინსკი)(زاده ۱ ژوئیه ۱۹۴۹ در کوتائیسی،گرجستان) یک تاجر گرجی الاصل حوزه نفت و املاک و مستغلات در روسیه است.مجله فوربز در سال ۲۰۰۷ دارایی وی را ۱٫۶ میلیارد دلار برآورد کرد. که پیشتر در سال ۲۰۰۵ ثروت او را ۲٫۳ میلیارد دلار اعلام کرده بود.